# ART Grand Prix
ART Grand Prix (All Road Team), conocida simplemente como ART o ART GP, es una escudería francesa de monoplazas fundada por Frédéric Vasseur y Nicolas Todt en 2005. Actualmente compite en diferentes categorías del deporte motor entre las cuales están la Fórmula 2, Fórmula 3, F1 Academy y Fórmula Regional Europea, siendo una de las escuderías más ganadoras en las categorías que preceden a la Fórmula 1.
De ART han surgido pilotos como Olivier Pla, Jamie Green, Lewis Hamilton, Nico Rosberg, Sebastian Vettel, Adrian Sutil, Paul di Resta, Romain Grosjean, Lucas di Grassi, Nico Hülkenberg, Jules Bianchi, Valtteri Bottas, Esteban Ocon, Stoffel Vandoorne, Esteban Gutiérrez, Charles Leclerc, Alex Albon, George Russell, Nyck de Vries, Nikita Mazepin y Théo Pourchaire entre otros.

## Historia
ART Grand Prix es el producto de la colaboración entre dos proyectos liderados por los franceses Frédéric Vasseur y Nicolas Todt, hijo del exjefe de la Scuderia Ferrari de Fórmula 1 y expresidente de la FIA, Jean Todt.
La colaboración nace del deseo de Frédéric Vasseur por llevar al siguiente nivel su laureado equipo ASM Formula 3 hasta la GP2 Series, categoría que actualmente sirve como antesala principal para que los jóvenes pilotos den el salto hasta la Fórmula 1, mientras que Nicolas Todt quería envolverse en roles claves de un equipo importante en las categorías menores del automovilismo de monoplazas en Europa, dando como resultado la creación de ART Grand Prix.
El equipo tiene base en el pueblo de Villeneuve-la-Guyard, ubicado en Yonna (Francia), que también fue la sede de la escudería ASM Formula 3 que hasta entonces, había disputado tanto la F3 Euroseries como el Campeonato Francés de Fórmula 3, aunque luego del acuerdo de colaboración y fusión de todos los proyectos entre Vasseur y Todt, los equipos pasaron a llamarse ART Grand Prix como marca general pues actualmente compiten en la Fórmula 3, GP2 Series y GP3 Series.
En sus filas ha tenido a grandes pilotos que han sido campeones en sus equipos en distintas categorías, entre ellos los más destacables son Lewis Hamilton, quien ganó el campeonato de Fórmula 3 Euroseries de 2005 con ASM y el campeonato de 2006 de la GP2 Series con ART Grand Prix, también el piloto de Mercedes GP Nico Rosberg ganó el campeonato de la GP2 Series de 2005 con el equipo ART Grand Prix.
El 12 de mayo de 2010 la escudería ART Grand Prix mediante su fundador Frédéric Vasseur confirmó a la publicación francesa AutoHebdo que había solicitado a la FIA la entrada al campeonato mundial de Fórmula 1 para la temporada 2011, aunque en julio de ese mismo año la escudería decía adiós al proyecto por no reunir suficientes recursos económicos.
Debido a un acuerdo de patrocinio con Lotus Cars, en 2011 el equipo pasa a llamarse Lotus ART.
A partir de la temporada 2013, el equipo contará con los servicios de Facundo Regalia en la GP3 Series. Un piloto argentino con mucho talento y capacidad de conducción, manejado por el exrepresentante de Fernando Alonso y piloto de Fórmula 1, Adrián Campos.

## Formula 3 Euroseries

### Temporada 2003
Para la temporada 2003, en el regreso a la era moderna del automovilismo mundial la Fórmula 3 Euroseries debutaba nuevamente en el viejo continente con un total de 15 equipos entre los que figuraba ASM, ahora conocido como ART Grand Prix, además lograron un total de cinco Poles y dos vueltas rápidas.
Para dicha temporada el equipo contó con los servicios de Alexandre Prémat, Olivier Pla, Bruno Spengler y Jamie Green, usando un chasis Dallara F303 propulsados por un motor HWA-Mercedes.
El equipo logró ganar el campeonato mundial de marcas con un total de 164 puntos, cuatro más que su más cercano rival, el equipo ADAC Berlin-Bradenburg. Aunque no mostraron un dominio durante el campeonato, su consistencia les valió para lograr alcanzar el primer campeonato de marcas de la renacida categoría, todo gracias a una victoria y quince podios, siendo Olivier Pla el piloto mejor posicionado del equipo en el campeonato mundial con 74 puntos, que fueron 36 puntos menos que Ryan Briscoe quien fue el campeón de pilotos de dicha temporada.

### Temporada 2004
Luego de su primera temporada en la renacida F3 y ya algo más asentados en la categoría, el equipo ART Grand Prix repitió con sus pilotos Alexandre Prémat y Jamie Green, pero esta vez agregando también a sus filas a los pilotos Eric Salignon y Adrian Sutil.
La temporada no podría haber sido mejor para el equipo francés, pues lograron diez victorias con 22 podios para lograr nuevamente capturar el campeonato por equipos al mismo tiempo que Jamie Green lograba ganar el campeonato de pilotos por encima de su compañero de equipo Alexandre Prémat, quien terminó segundo con 88 puntos, los cuales fueron 51 puntos por detrás de su compañero de equipo el cual sumó 139 puntos en total.
El equipo también logró cosechar 14 Poles, acompañadas de 14 vueltas rápidas, estadísticas que demostraron lo superior del equipo en cuanto a sus competidores. ART Grand Prix como equipo logró sumar un total de 290 puntos, dos veces más que su más cercano competidor el equipo Signature, el cual sumó 144 puntos.

### Temporada 2005
Con dos campeonatos de equipos y uno de pilotos entre sus laureles, la temporada para el equipo ART Grand Prix prometía bastante y para cumplir sus expectativas habían fichado al piloto británico Lewis Hamilton, protegido del equipo McLaren de la Fórmula 1. También fue fichado el alemán Maximilian Götz quien hizo pareja junto a Lewis Hamilton y Adrian Sutil.
La temporada vio un dominio aún más superior que el visto durante el 2005, pues el británico Hamilton logró ganar el campeonato de pilotos con un asombroso total de puntos de 172, gracias a las 15 victorias con 17 podios logrados durante la temporada y aventajando a su compañero de equipo y segundo en el campeonato de pilotos Adrian Sutil por 78 puntos. Al final el puntaje terminó 172 para Lewis Hamilton y 94 para Adrian Sutil.
El equipo terminó con 261 puntos en total, gracias a 28 podios, 15 victorias, 14 poles y 13 vueltas rápidas, para sellar una temporada de dominio sin precedentes en la renaciente categoría.

### Temporada de 2006
Luego de una temporada mágica en 2005, el equipo logra hacerse de los servicios del protegido de Red Bull Racing Sebastian Vettel así como también de los pilotos Paul di Resta, Giedo van der Garde y el japonés protegido de Toyota Kamui Kobayashi.
Aunque la temporada no fue de un dominio parecido al mostrado en 2005, el equipo se las ingenió para nuevamente ganar tanto el campeonato de pilotos como el de equipo, siendo para los pilotos el tercer campeonato mientras que para el equipo era el cuarto campeonato consecutivo, implantando una dinástica comparable con la vista en la Fórmula 1 por la Scuderia Ferrari.
Paul Di Resta fue el piloto campeón con 86 puntos, 5 victorias, 9 podios, 5 Poles y una vuelta rápida, su compañero de equipo Sebastian Vettel fue segundo con 75 puntos y 4 victorias.
El equipo logró sumar un total de 197 puntos, gracias a 9 victorias que fueron acompañadas de 18 podios, 8 Poles y 6 vueltas rápidas.

### Temporada de 2007
La temporada de 2007 fue más de lo mismo para el equipo ART Grand Prix en cuanto a lo que resultados se refiere, pues a pesar de que habían cambiado drásticamente su alineación de pilotos el resultado fue el mismo, ganando los campeonatos tanto de pilotos como de equipos manteniendo así la hegemonía desde el renacimiento de la categoría en 2003.
ART Grand Prix fichó al piloto francés Romain Grosjean así como a Nico Hülkenberg y el también francés Tom Dillmann, los cuales acompañaron al japonés protegido de Toyota Kamui Kobayashi durante el campeonato mundial.
Grosjean logró ganar el campeonato de pilotos con 106 puntos, gracias a seis victorias y once podios, quedando exactamente once puntos delante del piloto suizo Sébastien Buemi del equipo ASL Mücke Motorsport. El equipo por su parte logró sumar 229 puntos al final del campeonato, lo que fue 110 puntos más que el segundo lugar Manor Motorsport el cual sumó solo 119 puntos.

## GP2 Series

### Temporada de 2005
En la temporada de 2005 nace a partir de la desaparecida Formula 3000 una nueva categoría de la mano del magnate británico y patrón de la Fórmula 1 Bernie Ecclestone: la GP2 Series, contando con doce equipos en unos nuevos autos Formula que se perfilaron como los más rápidos después de los autos de Fórmula 1.
Para la temporada inaugural de la serie el equipo ART Grand Prix logró el fichaje de Nico Rosberg, quien había sido campeón de la Fórmula BMW ADAC e hijo del campeón del mundo de Fórmula 1 de 1982 Keke Rosberg, además del fichaje del francés Alexandre Premat.
El equipo no gozó de un inicio de temporada muy prometedor para sus pilotos, pero luego en el transcurso de la temporada Nico Rosberg logró ir destacando por su velocidad y consistencia logrando desencadenar una racha de doce carreras seguidas en la zona de puntos, misma racha en la cual logró tres victorias y seis podios para cerrar la pelea por el campeonato de pilotos con el finlandés Heikki Kovalainen del equipo Arden International.
Al final de temporada el campeonato de pilotos tuvo que definirse durante la última ronda de la serie inaugural de la GP2 series en Bahrain, donde Nico Rosberg logró conquistar no solo el título de campeón de la naciente categoría, sino que logró hacer un doblete de victorias para terminar la temporada con doce podios y cinco victorias las cuales le valieron para sumar un total de 120 puntos, quince más que su rival Heikki Kovalainen.
El equipo al final de temporada terminó con 187 puntos, 61 puntos que su más cercano perseguidor el equipo Arden International. También cabe destacar que ART Grand Prix logro un total de 7 victorias, 19 podios, 6 Pole, 7 vueltas rápidas y lograron terminar en la zona de puntos en 31 ocasiones.

## Resultados

### Categorías actuales

#### Campeonato de Fórmula 2 de la FIA
(Clave) (negrita indica pole position) (cursiva indica vuelta rápida puntuable)

| Año   | Chasis                                 | Neu. | N.º | Pilotos             | 1    | 1    | 2    | 2    | 3   | 3   | 4    | 4    | 5    | 5    | 6   | 6   | 7   | 7   | 8   | 8   | 9   | 9   | 10  | 10  | 11   | 11   | 12   | 12   | 13  | 13  | 14  | 14  | Puntos | Pos. | Ref.  |  |
| ----- | -------------------------------------- | ---- | --- | ------------------- | ---- | ---- | ---- | ---- | --- | --- | ---- | ---- | ---- | ---- | --- | --- | --- | --- | --- | --- | --- | --- | --- | --- | ---- | ---- | ---- | ---- | --- | --- | --- | --- | ------ | ---- | ----- |  |
| 2017  | Dallara GP2/11 Mecachrome V8108 GP2 V8 | P    |     |                     | SAK  | SAK  | BAR  | BAR  | MON | MON | BAK  | BAK  | SPI  | SPI  | SIL | SIL | BUD | BUD | SPA | SPA | MNZ | MNZ | JER | JER | YMC  | YMC  |      |      |     |     |     |     | 222    | 4.º  | [ 2 ] |  |
| 2017  | Dallara GP2/11 Mecachrome V8108 GP2 V8 | P    | 7   | Nobuharu Matsushita | 8    | 14   | 4    | 1    | 3   | 7   | 12   | 6    | 6    | 14   | 10  | 8   | 5   | 1   | 16  | Ret | 2   | 7   | 18  | 11  | 6    | 4    |      |      |     |     |     |     | 222    | 4.º  | [ 2 ] |  |
| 2017  | Dallara GP2/11 Mecachrome V8108 GP2 V8 | P    | 8   | Alexander Albon     | 6    | 7    | 5    | 8    | 4   | 6   |      |      | 5    | 2    | 18  | 10  | 8   | 7   | 12  | 18  | 14  | 8   | 12  | 9   | 7    | 2    |      |      |     |     |     |     | 222    | 4.º  | [ 2 ] |  |
| 2017  | Dallara GP2/11 Mecachrome V8108 GP2 V8 | P    | 8   | Sergey Sirotkin     |      |      |      |      |     |     | 10   | 4    |      |      |     |     |     |     |     |     |     |     |     |     |      |      |      |      |     |     |     |     | 222    | 4.º  | [ 2 ] |  |
| 2018  | Dallara F2 2018 Mecachrome V6 Turbo    | P    |     |                     | SAK  | SAK  | BAK  | BAK  | BAR | BAR | MON  | MON  | LEC  | LEC  | SPI | SPI | SIL | SIL | BUD | BUD | SPA | SPA | MNZ | MNZ | SOC  | SOC  | YMC  | YMC  |     |     |     |     | 350    | 2.º  | [ 3 ] |  |
| 2018  | Dallara F2 2018 Mecachrome V6 Turbo    | P    | 7   | Jack Aitken         | 9    | 18   | 2    | 11   | 6   | 1   | 7    | Ret  | 11   | DNS  | Ret | 18  | 13  | 12  | 4   | 10  | 11  | 10  | 17† | 8   | 14   | Ret  | 10   | 12   |     |     |     |     | 350    | 2.º  | [ 3 ] |  |
| 2018  | Dallara F2 2018 Mecachrome V6 Turbo    | P    | 8   | George Russell      | 5    | 19   | 12   | 1    | 1   | 4   | Ret  | Ret  | 1    | 17   | 1   | 2   | 2   | 2   | Ret | 8   | 3   | 7   | 4   | 1   | 4    | 1    | 1    | 4    |     |     |     |     | 350    | 2.º  | [ 3 ] |  |
| 2019  | Dallara F2 2018 Mecachrome V6 Turbo    | P    |     |                     | SAK  | SAK  | BAK  | BAK  | BAR | BAR | MON  | MON  | LEC  | LEC  | SPI | SPI | SIL | SIL | BUD | BUD | SPA | SPA | MNZ | MNZ | SOC  | SOC  | YMC  | YMC  |     |     |     |     | 277    | 3.º  | [ 4 ] |  |
| 2019  | Dallara F2 2018 Mecachrome V6 Turbo    | P    | 3   | Nikita Mazepin      | 19   | 13   | 8    | Ret  | 17  | 14  | 10   | 8    | Ret  | 16   | 12  | 11  | 16† | 12  | 12  | 15  | C   | C   | 11  | 9   | 8    | Ret  | 10   | 17†  |     |     |     |     | 277    | 3.º  | [ 4 ] |  |
| 2019  | Dallara F2 2018 Mecachrome V6 Turbo    | P    | 4   | Nyck de Vries       | 6    | 7    | 2    | 4    | 5   | 1   | 1    | 7    | 1    | 10   | 3   | 3   | 6   | 3   | 2   | 6   | C   | C   | 3   | 3   | 1    | 2    | 13   | 13   |     |     |     |     | 277    | 3.º  | [ 4 ] |  |
| 2020  | Dallara F2 2018 Mecachrome V6 Turbo    | P    |     |                     | SPI1 | SPI1 | SPI2 | SPI2 | BUD | BUD | SIL1 | SIL1 | SIL2 | SIL2 | BAR | BAR | SPA | SPA | MNZ | MNZ | MUG | MUG | SOC | SOC | SAK1 | SAK1 | SAK2 | SAK2 |     |     |     |     | 201    | 5.º  | [ 5 ] |  |
| 2020  | Dallara F2 2018 Mecachrome V6 Turbo    | P    | 5   | Marcus Armstrong    | 2    | Ret  | 7    | 3    | Ret | 9   | 16   | 10   | 14   | 14   | Ret | 15  | 15  | Ret | 14  | 18  | 9   | 11  | 9   | 14  | 7    | 4    | 11   | 14   |     |     |     |     |        |      |       |  |
| 2020  | Dallara F2 2018 Mecachrome V6 Turbo    | P    | 6   | Christian Lundgaard | 4    | 5    | 6    | 1    | Ret | 13  | 4    | 2    | 2    | 21   | 11  | 11  | 17  | 7   | 3   | 2   | 6   | 1   | Ret | 13  | 19   | 6    | 21   | 12   |     |     |     |     |        |      |       |  |
| 2021  | Dallara F2 2018 Mecachrome V6 Turbo    | P    |     |                     | 1    | 1    | 1    | 2    | 2   | 2   | 3    | 3    | 3    | 4    | 4   | 4   | 5   | 5   | 5   | 6   | 6   | 6   | 7   | 7   | 7    | 8    | 8    | 8    |     |     |     |     | 190    | 5.º  | [ 6 ] |  |
| 2021  | Dallara F2 2018 Mecachrome V6 Turbo    | P    | SAK | SAK                 | SAK  | MON  | MON  | MON  | BAK | BAK | BAK  | SIL  | SIL  | SIL  | MNZ | MNZ | MNZ | SOC | SOC | SOC | YED | YED | YED | YMC | YMC  | YMC  |      |      |     |     |     |     | 190    | 5.º  | [ 6 ] |  |
| 2021  | Dallara F2 2018 Mecachrome V6 Turbo    | P    | 9   | Christian Lundgaard | 6    | 2    | 12   | Ret  | Ret | 12  | 11   | Ret  | 9    | 3    | 13  | 21  | 3   | 14  | 10  | 7   | C   | 9   | 6   | 15  | 7    | 15   | 18   | 15   |     |     |     |     | 190    | 5.º  | [ 6 ] |  |
| 2021  | Dallara F2 2018 Mecachrome V6 Turbo    | P    | 10  | Théo Pourchaire     | Ret  | 6    | 8    | 7    | 4   | 1   | 5    | 9    | Ret  | 5    | 10  | 8   | 1   | 10  | 4   | 5   | C   | 2   | Ret | 6   | Ret  | 7    | 9    | 4    |     |     |     |     | 190    | 5.º  | [ 6 ] |  |
| 2022  | Dallara F2 2018 Mecachrome V6 Turbo    | P    |     |                     | 1    | 1    | 2    | 2    | 3   | 3   | 4    | 4    | 5    | 5    | 6   | 6   | 7   | 7   | 8   | 8   | 9   | 9   | 10  | 10  | 11   | 11   | 12   | 12   | 13  | 13  | 14  | 14  | 281    | 3.º  | [ 7 ] |  |
| 2022  | Dallara F2 2018 Mecachrome V6 Turbo    | P    | SAK | SAK                 | YED  | YED  | IMO  | IMO  | BAR | BAR | MON  | MON  | BAK  | BAK  | SIL | SIL | SPI | SPI | LEC | LEC | BUD | BUD | SPA | SPA | ZAN  | ZAN  | MNZ  | MNZ  | YMC | YMC |     |     | 281    | 3.º  | [ 7 ] |  |
| 2022  | Dallara F2 2018 Mecachrome V6 Turbo    | P    | 9   | Frederik Vesti      | 13   | Ret  | 12   | 18†  | 10  | 6   | 7    | 3    | 11   | 14   | 1   | 7   | 6   | 5   | 12  | 14  | 5   | 3   | 5   | 4   | 15   | 11   | 11   | 15   | 2   | 2   | 11  | 11  | 281    | 3.º  | [ 7 ] |  |
| 2022  | Dallara F2 2018 Mecachrome V6 Turbo    | P    | 10  | Théo Pourchaire     | Ret  | 1    | 13   | Ret  | 7   | 1   | 5    | 8    | 6    | 2    | 7   | 11  | 4   | 2   | 2   | 13  | 7   | 2   | 9   | 1   | 6    | Ret  | 20   | 9    | 17  | Ret | 9   | 19† | 281    | 3.º  | [ 7 ] |  |
| 2023  | Dallara F2 2018 Mecachrome V6 Turbo    | P    |     |                     |      |      |      |      |     |     |      |      |      |      |     |     |     |     |     |     |     |     |     |     |      |      |      |      |     |     |     |     |        |      |       |  |
| 2023  | Dallara F2 2018 Mecachrome V6 Turbo    | P    | SAK | SAK                 | YED  | YED  | MEL  | MEL  | IMO | IMO | BAK  | BAK  | MON  | MON  | BAR | BAR | SPI | SPI | SIL | SIL | BUD | BUD | SPA | SPA | ZAN  | ZAN  | MNZ  | MNZ  | YMC | YMC | 353 | 1.º | [ 8 ]  |      |       |  |
| 2023  | Dallara F2 2018 Mecachrome V6 Turbo    | P    | 5   | Théo Pourchaire     | 5    | 1    | Ret  | 13   | 18† | 2   | C    | C    | 15†  | 3    | 8   | 2   | 2   | 7   | 14  | 7   | 2   | 3   | 4   | 6   | 2    | 2    | 19   | Ret  | 4   | 3   | 353 | 1.º | [ 8 ]  | 7    | 5     |  |
| 2023  | Dallara F2 2018 Mecachrome V6 Turbo    | P    | 6   | Victor Martins      | 3    | Ret  | 2    | Ret  | 15  | 18  | C    | C    | 13†  | DSQ  | 7   | 8   | 3   | 3   | 2   | 9   | 7   | 1   | 7   | 3   | 4    | 5    | 2    | 9    | 2   | Ret | 353 | 1.º | [ 8 ]  | 20   | 2     |  |
| 2024* | Dallara F2 2024 Mecachrome V6 Turbo    | P    |     |                     |      |      |      |      |     |     |      |      |      |      |     |     |     |     |     |     |     |     |     |     |      |      |      |      |     |     | 353 | 1.º | [ 8 ]  |      |       |  |
| 2024* | Dallara F2 2024 Mecachrome V6 Turbo    | P    | SAK | SAK                 | YED  | YED  | MEL  | MEL  | IMO | IMO | MON  | MON  | BAR  | BAR  | SPI | SPI | SIL | SIL | BUD | BUD | SPA | SPA | MNZ | MNZ | BAK  | BAK  | MNZ  | MNZ  | YMC | YMC | 173 | 7.º | [ 9 ]  |      |       |  |
| 2024* | Dallara F2 2024 Mecachrome V6 Turbo    | P    | 1   | Victor Martins      | 11   | Ret  | Ret  | 11   | 7   | 8   | 12   | 9    | Ret  | 9    | 1   | Ret | 10  | 11  | Ret | 5   | 2   | 2   | 12  | Ret | 2    | 6    | 4    | 2    | 9   | NC  | 173 | 7.º | [ 9 ]  | 19   | 4     |  |
| 2024* | Dallara F2 2024 Mecachrome V6 Turbo    | P    | 2   | Zak O'Sullivan      | 7    | 4    | 17†  | Ret  | 8   | Ret | 9    | 13   | 10   | 1    | 9   | 15  | 9   | 9   | Ret | 11  | 19  | 14  | 1   | 4   | Ret  | 13   | 11   | 7    | 11  | 15  | 173 | 7.º | [ 9 ]  | 6    | 15    |  |

- * Temporada en progreso.

#### Campeonato de Fórmula 3 de la FIA
(Clave) (negrita indica pole position) (cursiva indica vuelta rápida puntuable)

| Año   | Chasis                                | Neu. | N.º | Pilotos             | 1    | 1    | 2    | 2    | 3   | 3   | 4    | 4    | 5    | 5    | 6   | 6   | 7   | 7   | 8   | 8   | 9   | 9   | Puntos | Pos. | Ref.   |
| ----- | ------------------------------------- | ---- | --- | ------------------- | ---- | ---- | ---- | ---- | --- | --- | ---- | ---- | ---- | ---- | --- | --- | --- | --- | --- | --- | --- | --- | ------ | ---- | ------ |
| 2019  | Dallara F3 2019 Mecachrome V634 3.4 L | P    |     |                     | BAR  | BAR  | LEC  | LEC  | SPI | SPI | SIL  | SIL  | BUD  | BUD  | SPA | SPA | MNZ | MNZ | SOC | SOC |     |     | 174    | 3.º  | [ 10 ] |
| 2019  | Dallara F3 2019 Mecachrome V634 3.4 L | P    | 1   | David Beckmann      | 4    | 7    | 10   | Ret  | 15  | 10  | 11   | 6    | Ret  | 19   | 10  | 12  | Ret | 28† | WD  | WD  |     |     | 174    | 3.º  | [ 10 ] |
| 2019  | Dallara F3 2019 Mecachrome V634 3.4 L | P    | 2   | Max Fewtrell        | 5    | 8    | Ret  | 18   | 2   | 4   | 19   | 12   | 2    | 24   | 9   | Ret | 14  | 21  | 11  | 11  |     |     | 174    | 3.º  | [ 10 ] |
| 2019  | Dallara F3 2019 Mecachrome V634 3.4 L | P    | 3   | Christian Lundgaard | 2    | 6    | Ret  | 15   | 26  | 17  | 7    | 5    | 1    | 5    | 4   | 4   | 13  | 9   | 14  | 9   |     |     | 174    | 3.º  | [ 10 ] |
| 2020* | Dallara F3 2019 Mecachrome V634 3.4 L | P    |     |                     | SPI1 | SPI1 | SPI2 | SPI2 | BUD | BUD | SIL1 | SIL1 | SIL2 | SIL2 | BAR | BAR | SPA | SPA | MNZ | MNZ | MUG | MUG | 28     | 4.º  | [ 11 ] |
| 2020* | Dallara F3 2019 Mecachrome V634 3.4 L | P    | 7   | Théo Pourchaire     | 13   | 26   | 9    | 1    | 1   | 6   | 12   | 8    | 6    | 3    | 7   | 6   | 2   | 5   | 2   | 2   | 3   | 3   | 28     | 4.º  | [ 11 ] |
| 2020* | Dallara F3 2019 Mecachrome V634 3.4 L | P    | 8   | Alexander Smolyar   | 9    | 7    | Ret  | 20   | Ret | 7   | 10   | 6    | 13   | 14   | 11  | 12  | 4   | 4   | 20  | 3   | 7   | 10  | 28     | 4.º  | [ 11 ] |
| 2020* | Dallara F3 2019 Mecachrome V634 3.4 L | P    | 9   | Sebastián Fernández | Ret  | 13   | 13   | 9    | 5   | 8   | 7    | 21   | 24   | 13   | 15  | 13  | 11  | 10  | Ret | 11  | 9   | 8   | 28     | 4.º  | [ 11 ] |

- * Temporada en progreso.

### Categorías pasadas

#### GP2 Series
(Clave) (negrita indica pole position) (cursiva indica vuelta rápida puntuable)

| Año  | Chasis                                 | Neu. | N.º | Pilotos             | 1   | 1   | 2   | 2   | 3   | 3   | 4   | 4   | 5   | 5   | 6   | 6   | 7   | 7   | 8   | 8   | 9   | 9   | 10  | 10  | 11  | 11  | 12  | 12  | Puntos | Pos. | Ref.   |
| ---- | -------------------------------------- | ---- | --- | ------------------- | --- | --- | --- | --- | --- | --- | --- | --- | --- | --- | --- | --- | --- | --- | --- | --- | --- | --- | --- | --- | --- | --- | --- | --- | ------ | ---- | ------ |
| 2005 | Dallara GP2/05 Mecachrome V8108 GP2 V8 | B    |     |                     | IMO | IMO | BAR | BAR | MON | MON | NÜR | NÜR | MAG | MAG | SIL | SIL | HOC | HOC | BUD | BUD | EST | EST | MNZ | MNZ | SPA | SPA | SAK | SAK | 187    | 1.º  | [ 12 ] |
| 2005 | Dallara GP2/05 Mecachrome V8108 GP2 V8 | B    | 9   | Nico Rosberg        | 8   | Ret | 9   | 4   | 3   | 3   | 3   | 4   | 7   | 1   | 1   | 4   | 1   | 4   | 5   | 2   | 17  | 3   | 2   | 2   | 3   | 5   | 1   | 1   | 187    | 1.º  | [ 12 ] |
| 2005 | Dallara GP2/05 Mecachrome V8108 GP2 V8 | B    | 10  | Alexandre Prémat    | 7   | 2   | 10  | Ret | Ret | Ret | 4   | Ret | 9   | Ret | 3   | 5   | 2   | 9   | 4   | 1   | 1   | 14  | Ret | 18  | Ret | 12  | 2   | 3   | 187    | 1.º  | [ 12 ] |
| 2006 | Dallara GP2/05 Mecachrome V8108 GP2 V8 | B    |     |                     | VAL | VAL | IMO | IMO | NÜR | NÜR | BAR | BAR | MON | MON | SIL | SIL | MAG | MAG | HOC | HOC | BUD | BUD | EST | EST | MNZ | MNZ |     |     | 180    | 1.º  | [ 13 ] |
| 2006 | Dallara GP2/05 Mecachrome V8108 GP2 V8 | B    | 1   | Alexandre Prémat    | 9   | Ret | 4   | Ret | 2   | 17  | 1   | 3   | 3   | 3   | 6   | Ret | 2   | 3   | 19  | Ret | 6   | 3   | 3   | 7   | 5   | Ret |     |     | 180    | 1.º  | [ 13 ] |
| 2006 | Dallara GP2/05 Mecachrome V8108 GP2 V8 | B    | 2   | Lewis Hamilton      | 2   | 6   | DSQ | 10  | 1   | 1   | 2   | 4   | 1   | 1   | 1   | 1   | 19  | 5   | 2   | 3   | 10  | 2   | 2   | 2   | 3   | 2   |     |     | 180    | 1.º  | [ 13 ] |
| 2007 | Dallara GP2/05 Mecachrome V8108 GP2 V8 | B    |     |                     | SAK | SAK | BAR | BAR | MON | MON | MAG | MAG | SIL | SIL | NÜR | NÜR | BUD | BUD | EST | EST | MNZ | MNZ | SPA | SPA | VAL | VAL |     |     | 87     | 2.º  | [ 14 ] |
| 2007 | Dallara GP2/05 Mecachrome V8108 GP2 V8 | B    | 1   | Michael Ammermüller | 10  | 7   |     |     |     |     | Ret | 19  | 10  | 12  |     |     |     |     |     |     |     |     |     |     |     |     |     |     | 87     | 2.º  | [ 14 ] |
| 2007 | Dallara GP2/05 Mecachrome V8108 GP2 V8 | B    | 1   | Mikhail Aleshin     |     |     | 6   | Ret |     |     |     |     |     |     |     |     |     |     |     |     |     |     |     |     | 9   | 20  |     |     | 87     | 2.º  | [ 14 ] |
| 2007 | Dallara GP2/05 Mecachrome V8108 GP2 V8 | B    | 1   | Sébastien Buemi     |     |     |     |     | 7   | 7   |     |     |     |     | Ret | 20  | 15  | 17  | Ret | 13  | 7   | 14  | 10  | Ret |     |     |     |     | 87     | 2.º  | [ 14 ] |
| 2007 | Dallara GP2/05 Mecachrome V8108 GP2 V8 | B    | 2   | Lucas di Grassi     | 5   | Ret | 3   | 3   | 5   | 5   | 2   | 4   | 4   | 4   | 2   | 6   | 4   | 4   | 1   | 11  | 13  | 4   | 3   | 3   | Ret | 13  |     |     | 87     | 2.º  | [ 14 ] |
| 2008 | Dallara GP2/08 Mecachrome V8108 GP2 V8 | B    |     |                     | BAR | BAR | EST | EST | MON | MON | MAG | MAG | SIL | SIL | HOC | HOC | BUD | BUD | VAL | VAL | SPA | SPA | MNZ | MNZ |     |     |     |     | 70     | 5.º  | [ 15 ] |
| 2008 | Dallara GP2/08 Mecachrome V8108 GP2 V8 | B    | 3   | Luca Filippi        | 11  | Ret | 16  | 14  | Ret | 12  | 10  | 3   | 8   | Ret |     |     |     |     |     |     |     |     |     |     |     |     |     |     | 70     | 5.º  | [ 15 ] |
| 2008 | Dallara GP2/08 Mecachrome V8108 GP2 V8 | B    | 3   | Sakon Yamamoto      |     |     |     |     |     |     |     |     |     |     | 12† | NC  | 10  | 4   | Ret | Ret | 18  | Ret | Ret | Ret |     |     |     |     | 70     | 5.º  | [ 15 ] |
| 2008 | Dallara GP2/08 Mecachrome V8108 GP2 V8 | B    | 4   | Romain Grosjean     | 5   | 13  | 2   | 1   | Ret | 10  | Ret | Ret | 5   | 8   | 2   | 4   | 17  | 12  | 3   | Ret | 1   | 9   | 4   | 3   |     |     |     |     | 70     | 5.º  | [ 15 ] |
| 2009 | Dallara GP2/08 Mecachrome V8108 GP2 V8 | B    |     |                     | BAR | BAR | MON | MON | EST | EST | SIL | SIL | NÜR | NÜR | BUD | BUD | VAL | VAL | SPA | SPA | MNZ | MNZ | ALG | ALG |     |     |     |     | 136    | 1.º  | [ 16 ] |
| 2009 | Dallara GP2/08 Mecachrome V8108 GP2 V8 | B    | 9   | Pastor Maldonado    | 5   | 6   | 8   | 1   | 6   | 5   | 7   | 1   | Ret | 9   | 4   | Ret | DSQ | 8   | 4   | Ret | Ret | 15† | 11  | 20  |     |     |     |     | 136    | 1.º  | [ 16 ] |
| 2009 | Dallara GP2/08 Mecachrome V8108 GP2 V8 | B    | 10  | Nico Hülkenberg     | 9   | 14  | 5   | 3   | 5   | 4   | 3   | 5   | 1   | 1   | 1   | 7   | 2   | 1   | 2   | Ret | 6   | 3   | 1   | 16  |     |     |     |     | 136    | 1.º  | [ 16 ] |
| 2010 | Dallara GP2/08 Mecachrome V8108 GP2 V8 | B    |     |                     | BAR | BAR | MON | MON | EST | EST | VAL | VAL | SIL | SIL | HOC | HOC | BUD | BUD | SPA | SPA | MNZ | MNZ | YMC | YMC |     |     |     |     | 100    | 3.º  | [ 17 ] |
| 2010 | Dallara GP2/08 Mecachrome V8108 GP2 V8 | B    | 1   | Jules Bianchi       | Ret | 12  | 4   | 3   | Ret | 13  | 2   | Ret | 2   | 5   | 5   | 4   | Ret | DNS | 14  | Ret | 2   | 4   | 18  | 7   |     |     |     |     | 100    | 3.º  | [ 17 ] |
| 2010 | Dallara GP2/08 Mecachrome V8108 GP2 V8 | B    | 2   | Sam Bird            | 9   | 4   | 18  | 10  | 3   | 10  | 3   | 10  | 4   | DNS | 14  | 5   | 13  | Ret | Ret | 12  | 1   | 3   | 3   | Ret |     |     |     |     | 100    | 3.º  | [ 17 ] |
| 2011 | Dallara GP2/11 Mecachrome V8108 GP2 V8 | P    |     |                     | EST | EST | BAR | BAR | MON | MON | VAL | VAL | SIL | SIL | NÜR | NÜR | BUD | BUD | SPA | SPA | MNZ | MNZ |     |     |     |     |     |     | 68     | 5.º  | [ 18 ] |
| 2011 | Dallara GP2/11 Mecachrome V8108 GP2 V8 | P    | 5   | Jules Bianchi       | 3   | 7   | 7   | Ret | Ret | 19  | Ret | 7   | 1   | 5   | 4   | 2   | 7   | 6   | 2   | 2   | 8   | 3   |     |     |     |     |     |     | 68     | 5.º  | [ 18 ] |
| 2011 | Dallara GP2/11 Mecachrome V8108 GP2 V8 | P    | 6   | Esteban Gutiérrez   | Ret | 11  | Ret | 12  | 12  | DNS | 7   | 1   | 10  | 8   | 12  | Ret | Ret | 2   | 14  | 7   | 9   | 6   |     |     |     |     |     |     | 68     | 5.º  | [ 18 ] |
| 2012 | Dallara GP2/11 Mecachrome V8108 GP2 V8 | P    |     |                     | KUA | KUA | SAK | SAK | SAK | SAK | BAR | BAR | MON | MON | VAL | VAL | SIL | SIL | HOC | HOC | BUD | BUD | SPA | SPA | MNZ | MNZ | SIN | SIN | 336    | 2.º  | [ 19 ] |
| 2012 | Dallara GP2/11 Mecachrome V8108 GP2 V8 | P    | 9   | James Calado        | 8   | 1   | 5   | 3   | 16  | 12  | 2   | 4   | 7   | Ret | 8   | 2   | Ret | 20† | 8   | 1   | 4   | 6   | 2   | 3   | 12  | 14  | Ret | 10  | 336    | 2.º  | [ 19 ] |
| 2012 | Dallara GP2/11 Mecachrome V8108 GP2 V8 | P    | 10  | Esteban Gutiérrez   | 7   | 2   | 3   | 2   | 10  | 4   | 10  | 7   | 23† | 8   | 1   | Ret | 1   | 4   | 10  | 5   | 8   | 1   | 11  | 13  | 9   | Ret | 2   | 6   | 336    | 2.º  | [ 19 ] |
| 2013 | Dallara GP2/11 Mecachrome V8108 GP2 V8 | P    |     |                     | KUA | KUA | SAK | SAK | BAR | BAR | MON | MON | SIL | SIL | NÜR | NÜR | BUD | BUD | SPA | SPA | MNZ | MNZ | SIN | SIN | YMC | YMC |     |     | 168    | 5.º  | [ 20 ] |
| 2013 | Dallara GP2/11 Mecachrome V8108 GP2 V8 | P    | 3   | James Calado        | 2   | Ret | 12  | 5   | Ret | 11  | 5   | 5   | 9   | 3   | 2   | 2   | 9   | 6   | 8   | 1   | 6   | 26  | 3   | 20  | 6   | 1   |     |     | 168    | 5.º  | [ 20 ] |
| 2013 | Dallara GP2/11 Mecachrome V8108 GP2 V8 | P    | 4   | Daniel Abt          | Ret | 16  | 14  | 7   | 11  | 8   | 16  | 22  | 15  | Ret | 21  | 18  | 24† | 14  | 16  | 16  | 17  | 22  | 13  | DSQ | 9   | 5   |     |     | 168    | 5.º  | [ 20 ] |
| 2014 | Dallara GP2/11 Mecachrome V8108 GP2 V8 | P    |     |                     | SAK | SAK | BAR | BAR | MON | MON | SPI | SPI | SIL | SIL | HOC | HOC | BUD | BUD | SPA | SPA | MNZ | MNZ | SOC | SOC | YMC | YMC |     |     | 255    | 3.º  | [ 21 ] |
| 2014 | Dallara GP2/11 Mecachrome V8108 GP2 V8 | P    | 9   | Takuya Izawa        | 6   | 12  | 20  | 13  | Ret | Ret | 9   | 8   | 16  | 23† | 13  | 19  | 3   | 21† | 16  | 22  | Ret | 14  | 20  | 22  | 13  | 10  |     |     | 255    | 3.º  | [ 21 ] |
| 2014 | Dallara GP2/11 Mecachrome V8108 GP2 V8 | P    | 10  | Stoffel Vandoorne   | 1   | 22  | 13  | 10  | 14  | 13  | 2   | 15  | 3   | 9   | 2   | 3   | 7   | 1   | 2   | 6   | 1   | 13  | 5   | 2   | 1   | 5   |     |     | 255    | 3.º  | [ 21 ] |
| 2015 | Dallara GP2/11 Mecachrome V8108 GP2 V8 | P    |     |                     | SAK | SAK | BAR | BAR | MON | MON | SPI | SPI | SIL | SIL | BUD | BUD | SPA | SPA | MNZ | MNZ | SOC | SOC | SAK | SAK | YMC | YMC |     |     | 410    | 1.º  | [ 22 ] |
| 2015 | Dallara GP2/11 Mecachrome V8108 GP2 V8 | P    | 5   | Stoffel Vandoorne   | 1   | 2   | 1   | 2   | 1   | 8   | 1   | 2   | 3   | 9   | 5   | 2   | 1   | 4   | 2   | 3   | 3   | 4   | 1   | 2   | 1   | C   |     |     | 410    | 1.º  | [ 22 ] |
| 2015 | Dallara GP2/11 Mecachrome V8108 GP2 V8 | P    | 6   | Nobuharu Matsushita | 10  | 6   | 11  | 18  | Ret | 19  | 4   | 3   | Ret | 19  | 8   | 1   | Ret | 15  | Ret | 15  | 10  | 7   | 2   | Ret | 11  | C   |     |     | 410    | 1.º  | [ 22 ] |
| 2016 | Dallara GP2/11 Mecachrome V8108 GP2 V8 | P    |     |                     | BAR | BAR | MON | MON | BAK | BAK | SPI | SPI | SIL | SIL | BUD | BUD | HOC | HOC | SPA | SPA | MNZ | MNZ | KUA | KUA | YMC | YMC |     |     | 251    | 4.º  | [ 23 ] |
| 2016 | Dallara GP2/11 Mecachrome V8108 GP2 V8 | P    | 1   | Nobuharu Matsushita | 11  | 8   | 8   | 1   | 6   | Ret |     |     | 6   | 5   | 6   | Ret | 9   | 12  | 11  | 11  | 11  | 6   | Ret | 7   | 2   | 4   |     |     | 251    | 4.º  | [ 23 ] |
| 2016 | Dallara GP2/11 Mecachrome V8108 GP2 V8 | P    | 1   | René Binder         |     |     |     |     |     |     | 16  | 15  |     |     |     |     |     |     |     |     |     |     |     |     |     |     |     |     | 251    | 4.º  | [ 23 ] |
| 2016 | Dallara GP2/11 Mecachrome V8108 GP2 V8 | P    | 2   | Sergey Sirotkin     | Ret | 11  | Ret | Ret | 2   | 3   | 12  | 6   | 18  | 21  | 3   | 1   | 1   | 2   | 9   | 16  | 14  | Ret | 2   | Ret | 4   | 3   |     |     | 251    | 4.º  | [ 23 ] |

#### GP2 Asia Series
(Clave) (negrita indica pole position) (cursiva indica vuelta rápida puntuable)

| Año     | Chasis                                 | Neu. | N.º | Pilotos           | 1    | 1    | 2    | 2    | 3    | 3    | 4    | 4    | 5    | 5    | 6    | 6    | Puntos | Pos. | Ref.   |
| ------- | -------------------------------------- | ---- | --- | ----------------- | ---- | ---- | ---- | ---- | ---- | ---- | ---- | ---- | ---- | ---- | ---- | ---- | ------ | ---- | ------ |
| 2008    | Dallara GP2/08 Mecachrome V8108 GP2 V8 | B    |     |                   | YMC1 | YMC1 | SEN  | SEN  | KUA  | KUA  | SAK  | SAK  | YMC2 | YMC2 |      |      | 61     | 1.º  | [ 24 ] |
| 2008    | Dallara GP2/08 Mecachrome V8108 GP2 V8 | B    | 3   | Stephen Jelley    | 15   | 12   | DSQ  | Ret  | Ret  | 18   | 16   | 9    | 18   | DNS  |      |      | 61     | 1.º  | [ 24 ] |
| 2008    | Dallara GP2/08 Mecachrome V8108 GP2 V8 | B    | 4   | Romain Grosjean   | 1    | 1    | 4    | 4    | 9    | 2    | 1    | Ret  | 1    | Ret  |      |      | 61     | 1.º  | [ 24 ] |
| 2008-09 | Dallara GP2/08 Mecachrome V8108 GP2 V8 | B    |     |                   | SHA  | SHA  | DUB  | DUB  | SAK1 | SAK1 | LOS  | LOS  | KUA  | KUA  | SAK2 | SAK2 | 47     | 4.º  | [ 25 ] |
| 2008-09 | Dallara GP2/08 Mecachrome V8108 GP2 V8 | B    | 1   | Sakon Yamamoto    | 3    | 14   | 8    | C    | 17   | 11   | Ret  | 14   | 12   | Ret  | 6    | 4    | 47     | 4.º  | [ 25 ] |
| 2008-09 | Dallara GP2/08 Mecachrome V8108 GP2 V8 | B    | 2   | Nelson Philippe   | 17   | 13   |      |      |      |      |      |      |      |      |      |      | 47     | 4.º  | [ 25 ] |
| 2008-09 | Dallara GP2/08 Mecachrome V8108 GP2 V8 | B    | 2   | Pastor Maldonado  |      |      | Ret  | C    |      |      |      |      | 7    | 2    | Ret  | Ret  | 47     | 4.º  | [ 25 ] |
| 2008-09 | Dallara GP2/08 Mecachrome V8108 GP2 V8 | B    | 2   | Nico Hülkenberg   |      |      |      |      | 4    | 4    | 1    | 3    |      |      |      |      | 47     | 4.º  | [ 25 ] |
| 2009-10 | Dallara GP2/08 Mecachrome V8108 GP2 V8 | B    |     |                   | YMC1 | YMC1 | YMC2 | YMC2 | SAK1 | SAK1 | SAK2 | SAK2 |      |      |      |      | 20     | 5.º  | [ 26 ] |
| 2009-10 | Dallara GP2/08 Mecachrome V8108 GP2 V8 | B    | 7   | Marcus Ericsson   | 11   | 12   |      |      |      |      |      |      |      |      |      |      | 20     | 5.º  | [ 26 ] |
| 2009-10 | Dallara GP2/08 Mecachrome V8108 GP2 V8 | B    | 7   | Jules Bianchi     |      |      | 3    | 7    | 10   | NC   | 10   | Ret  |      |      |      |      | 20     | 5.º  | [ 26 ] |
| 2009-10 | Dallara GP2/08 Mecachrome V8108 GP2 V8 | B    | 8   | Sam Bird          | 18†  | 18   | Ret  | Ret  | 13   | 4    | 6    | 2    |      |      |      |      | 20     | 5.º  | [ 26 ] |
| 2011    | Dallara GP2/11 Mecachrome V8108 GP2 V8 | P    |     |                   | YMC  | YMC  | IMO  | IMO  |      |      |      |      |      |      |      |      | 22     | 2.º  | [ 27 ] |
| 2011    | Dallara GP2/11 Mecachrome V8108 GP2 V8 | P    | 1   | Jules Bianchi     | 1    | 8    | 3    | Ret  |      |      |      |      |      |      |      |      | 22     | 2.º  | [ 27 ] |
| 2011    | Dallara GP2/11 Mecachrome V8108 GP2 V8 | P    | 2   | Esteban Gutiérrez | Ret  | 12   | 11   | 4    |      |      |      |      |      |      |      |      | 22     | 2.º  | [ 27 ] |

#### GP3 Series
(Clave) (negrita indica pole position) (cursiva indica vuelta rápida puntuable)

| Año  | Chasis                             | Neu. | N.º | Pilotos           | 1   | 1   | 2   | 2   | 3   | 3   | 4   | 4   | 5   | 5   | 6   | 6   | 7   | 7   | 8   | 8   | 9   | 9   | Puntos | Pos. | Ref.   |
| ---- | ---------------------------------- | ---- | --- | ----------------- | --- | --- | --- | --- | --- | --- | --- | --- | --- | --- | --- | --- | --- | --- | --- | --- | --- | --- | ------ | ---- | ------ |
| 2010 | Dallara GP3/10 Renault 2.0 L Turbo | P    |     |                   | BAR | BAR | EST | EST | VAL | VAL | SIL | SIL | HOC | HOC | BUD | BUD | SPA | SPA | MNZ | MNZ |     |     | 130    | 1.º  | [ 28 ] |
| 2010 | Dallara GP3/10 Renault 2.0 L Turbo | P    | 1   | Alexander Rossi   | 8   | 1   | 4   | 3   | Ret | Ret | 5   | 2   | Ret | 8   | 8   | 1   | 13  | 2   | Ret | 15  |     |     | 130    | 1.º  | [ 28 ] |
| 2010 | Dallara GP3/10 Renault 2.0 L Turbo | P    | 2   | Esteban Gutiérrez | 3   | 3   | 1   | 7   | 1   | 7   | 1   | 3   | 4   | 1   | 2   | 5   | 16  | 7   | 1   | Ret |     |     | 130    | 1.º  | [ 28 ] |
| 2010 | Dallara GP3/10 Renault 2.0 L Turbo | P    | 3   | Pedro Nunes       | 12  | 6   | Ret | 19  | 15  | 11  | Ret | 20  | 14  | 6   | 19  | Ret | 7   | 19  | 24  | Ret |     |     | 130    | 1.º  | [ 28 ] |
| 2011 | Dallara GP3/10 Renault 2.0 L Turbo | P    |     |                   | EST | EST | BAR | BAR | VAL | VAL | SIL | SIL | NÜR | NÜR | BUD | BUD | SPA | SPA | MNZ | MNZ |     |     | 124    | 1.º  | [ 29 ] |
| 2011 | Dallara GP3/10 Renault 2.0 L Turbo | P    | 1   | Pedro Nunes       | 22  | 26† | 15  | 26† | Ret | 15  | Ret | 17  | 23  | Ret | 18  | 14  |     |     |     |     |     |     | 124    | 1.º  | [ 29 ] |
| 2011 | Dallara GP3/10 Renault 2.0 L Turbo | P    | 1   | Richie Stanaway   |     |     |     |     |     |     |     |     |     |     |     |     | 8   | 1   | 10  | 19  |     |     | 124    | 1.º  | [ 29 ] |
| 2011 | Dallara GP3/10 Renault 2.0 L Turbo | P    | 2   | Valtteri Bottas   | 4   | 8   | 10  | 7   | 7   | 3   | 15  | 12  | 3   | 1   | 1   | 2   | 1   | 19  | 1   | 17  |     |     | 124    | 1.º  | [ 29 ] |
| 2011 | Dallara GP3/10 Renault 2.0 L Turbo | P    | 3   | James Calado      | 17  | 13  | 2   | 21  | 8   | 1   | 6   | 5   | 4   | 6   | 25  | 3   | 2   | 2   | 2   | 14  |     |     | 124    | 1.º  | [ 29 ] |
| 2012 | Dallara GP3/10 Renault 2.0 L Turbo | P    |     |                   | BAR | BAR | MON | MON | VAL | VAL | SIL | SIL | HOC | HOC | BUD | BUD | SPA | SPA | MNZ | MNZ |     |     | 378.5  | 1.º  | [ 30 ] |
| 2012 | Dallara GP3/10 Renault 2.0 L Turbo | P    | 1   | Daniel Abt        | 13  | 6   | 6   | 3   | 6   | 2   | 4   | Ret | 7   | 2   | 2   | 11  | 1   | 5   | 1   | 2   |     |     | 378.5  | 1.º  | [ 30 ] |
| 2012 | Dallara GP3/10 Renault 2.0 L Turbo | P    | 2   | Conor Daly        | 6   | 1   | 23  | Ret | 11  | Ret | 5   | 2   | 2   | 3   | 6   | 9   | 7   | 3   | 4   | 11  |     |     | 378.5  | 1.º  | [ 30 ] |
| 2012 | Dallara GP3/10 Renault 2.0 L Turbo | P    | 3   | Aaro Vainio       | 3   | 4   | 1   | 7   | 2   | 7   | 3   | Ret | 5   | 6   | 5   | 7   | 6   | 14  | 11  | 14  |     |     | 378.5  | 1.º  | [ 30 ] |
| 2013 | Dallara GP3/13 AER 3.4 L           | P    |     |                   | BAR | BAR | VAL | VAL | SIL | SIL | NÜR | NÜR | BUD | BUD | SPA | SPA | MNZ | MNZ | YMC | YMC |     |     | 378    | 1.º  | [ 31 ] |
| 2013 | Dallara GP3/13 AER 3.4 L           | P    | 1   | Conor Daly        | 3   | 5   | 1   | 8   | 22  | Ret | 10  | 9   | 2   | 8   | 2   | 2   | Ret | 8   | 4   | 3   |     |     | 378    | 1.º  | [ 31 ] |
| 2013 | Dallara GP3/13 AER 3.4 L           | P    | 2   | Facu Regalia      | 24† | 14  | 2   | 7   | 3   | 5   | 1   | Ret | 6   | 4   | 3   | 3   | 3   | 4   | 15  | 16  |     |     | 378    | 1.º  | [ 31 ] |
| 2013 | Dallara GP3/13 AER 3.4 L           | P    | 3   | Jack Harvey       | 6   | 6   | 10  | 12  | 1   | 7   | 3   | 10  | 4   | 5   | Ret | Ret | 7   | 1   | 5   | 4   |     |     | 378    | 1.º  | [ 31 ] |
| 2014 | Dallara GP3/13 AER 3.4 L           | P    |     |                   | BAR | BAR | SPI | SPI | SIL | SIL | HOC | HOC | BUD | BUD | SPA | SPA | MNZ | MNZ | SOC | SOC | YMC | YMC | 330    | 2.º  | [ 32 ] |
| 2014 | Dallara GP3/13 AER 3.4 L           | P    | 1   | Alex Fontana      | 11  | 19  | Ret | 17  | 15  | Ret | 11  | 13  | 14  | 13  | 6   | 3   | Ret | 10  | 3   | Ret | 6   | 15  | 330    | 2.º  | [ 32 ] |
| 2014 | Dallara GP3/13 AER 3.4 L           | P    | 2   | Marvin Kirchhöfer | 5   | 5   | 5   | DNS | 3   | 4   | 1   | Ret | 11  | 9   | DNS | 17  | 3   | 3   | 2   | 3   | 2   | 11  | 330    | 2.º  | [ 32 ] |
| 2014 | Dallara GP3/13 AER 3.4 L           | P    | 3   | Dino Zamparelli   | 6   | 3   | 15  | 8   | 8   | 7   | 6   | 2   | 8   | 2   | 2   | 7   | 2   | 9   | 18  | 13  | 3   | 4   | 330    | 2.º  | [ 32 ] |
| 2015 | Dallara GP3/13 AER 3.4 L           | P    |     |                   | BAR | BAR | SPI | SPI | SIL | SIL | BUD | BUD | SPA | SPA | MNZ | MNZ | SOC | SOC | SAK | SAK | YMC | YMC | 477    | 1.º  | [ 33 ] |
| 2015 | Dallara GP3/13 AER 3.4 L           | P    | 4   | Alfonso Celis Jr. | 10  | 10  | 15  | Ret | 13  | 11  | 18  | 15  | 6   | 3   |     |     | 13  | 12  | 8   | 8   | Ret | 19  | 477    | 1.º  | [ 33 ] |
| 2015 | Dallara GP3/13 AER 3.4 L           | P    | 5   | Marvin Kirchhöfer | 5   | 1   | 6   | 2   | 1   | 8   | 3   | 5   | 3   | Ret | 4   | 1   | 9   | 7   | 1   | 6   | 1   | 7   | 477    | 1.º  | [ 33 ] |
| 2015 | Dallara GP3/13 AER 3.4 L           | P    | 6   | Esteban Ocon      | 1   | 7   | 3   | DSQ | 6   | 2   | 2   | 2   | 2   | 2   | 2   | 2   | 2   | 2   | 3   | 2   | 4   | 3   | 477    | 1.º  | [ 33 ] |
| 2016 | Dallara GP3/16 Mecachrome 3.4 L    | P    |     |                   | BAR | BAR | SPI | SPI | SIL | SIL | BUD | BUD | HOC | HOC | SPA | SPA | MNZ | MNZ | KUA | KUA | YMC | YMC | 578    | 1.º  | [ 34 ] |
| 2016 | Dallara GP3/16 Mecachrome 3.4 L    | P    | 1   | Charles Leclerc   | 1   | 9   | 1   | Ret | 2   | 3   | 6   | 3   | 5   | 3   | 1   | 6   | 4   | Ret | 3   | 5   | Ret | 9   | 578    | 1.º  | [ 34 ] |
| 2016 | Dallara GP3/16 Mecachrome 3.4 L    | P    | 2   | Nirei Fukuzumi    | 3   | 13  | 7   | Ret | 11  | 7   | 4   | 4   | Ret | 11  | Ret | 15  | 5   | Ret | 7   | 2   | 5   | 3   | 578    | 1.º  | [ 34 ] |
| 2016 | Dallara GP3/16 Mecachrome 3.4 L    | P    | 3   | Alexander Albon   | 6   | 1   | 2   | 2   | 1   | 14  | 7   | 1   | 4   | Ret | 9   | 10  | 6   | 2   | 1   | 8   | Ret | Ret | 578    | 1.º  | [ 34 ] |
| 2016 | Dallara GP3/16 Mecachrome 3.4 L    | P    | 4   | Nyck De Vries     | 9   | 5   | 3   | 4   | 5   | 8   | 20  | 13  | 2   | 8   | 3   | 8   | 7   | 1   | 13  | 6   | 1   | 11  | 578    | 1.º  | [ 34 ] |
| 2017 | Dallara GP3/16 Mecachrome 3.4 L    | P    |     |                   | BAR | BAR | SPI | SPI | SIL | SIL | BUD | BUD | SPA | SPA | MNZ | MNZ | JER | JER | YMC | YMC |     |     | 590    | 1.º  | [ 35 ] |
| 2017 | Dallara GP3/16 Mecachrome 3.4 L    | P    | 1   | Jack Aitken       | Ret | 12  | 2   | 5   | 4   | 2   | 1   | Ret | 2   | 18  | 2   | C   | 3   | 6   | 14  | 8   |     |     | 590    | 1.º  | [ 35 ] |
| 2017 | Dallara GP3/16 Mecachrome 3.4 L    | P    | 2   | Nirei Fukuzumi    | 1   | 6   | 3   | 3   | Ret | 16  | 2   | Ret | 3   | 4   | DNS | C   | 1   | 5   | 15  | 14  |     |     | 590    | 1.º  | [ 35 ] |
| 2017 | Dallara GP3/16 Mecachrome 3.4 L    | P    | 3   | George Russell    | 4   | 5   | 1   | 6   | 1   | 4   | DNS | 11  | 1   | 2   | 1   | C   | 2   | 4   | 2   | 4   |     |     | 590    | 1.º  | [ 35 ] |
| 2017 | Dallara GP3/16 Mecachrome 3.4 L    | P    | 4   | Anthoine Hubert   | 5   | 4   | 4   | 7   | 2   | 8   | 3   | 5   | Ret | 7   | 3   | C   | 5   | 3   | 11  | 5   |     |     | 590    | 1.º  | [ 35 ] |
| 2018 | Dallara GP3/16 Mecachrome 3.4 L    | P    |     |                   | BAR | BAR | LEC | LEC | SPI | SPI | SIL | SIL | BUD | BUD | SPA | SPA | MNZ | MNZ | SOC | SOC | YMC | YMC | 640    | 1.º  | [ 36 ] |
| 2018 | Dallara GP3/16 Mecachrome 3.4 L    | P    | 1   | Callum Ilott      | 3   | 7   | 8   | 1   | 1   | 6   | 3   | 5   | 6   | 2   | 6   | 3   | 3   | DSQ | 13  | 18  | 4   | 4   | 640    | 1.º  | [ 36 ] |
| 2018 | Dallara GP3/16 Mecachrome 3.4 L    | P    | 2   | Anthoine Hubert   | 2   | 2   | 1   | 7   | 17  | 9   | 1   | 4   | 3   | 3   | 3   | 2   | 2   | DSQ | 3   | 4   | 3   | Ret | 640    | 1.º  | [ 36 ] |
| 2018 | Dallara GP3/16 Mecachrome 3.4 L    | P    | 3   | Nikita Mazepin    | 1   | 10  | 2   | 5   | 13  | 7   | 2   | 7   | 1   | 12  | 5   | 1   | 5   | 3   | 2   | Ret | 5   | 1   | 640    | 1.º  | [ 36 ] |
| 2018 | Dallara GP3/16 Mecachrome 3.4 L    | P    | 4   | Jake Hughes       | 13  | 3   | 10  | 17  | 5   | 1   | Ret | 8   | 16  | 14  | 7   | 4   | 9   | 4   | 7   | 16  | 7   | 2   | 640    | 1.º  | [ 36 ] |

#### Formula 3 Euroseries
ART Grand Prix compite la Fórmula 3 Euroseries como ASM Formule 3 desde 2003 hasta 2007.
| Formula 3 Euroseries | Formula 3 Euroseries      | Formula 3 Euroseries | Formula 3 Euroseries | Formula 3 Euroseries | Formula 3 Euroseries | Formula 3 Euroseries | Formula 3 Euroseries | Formula 3 Euroseries |
| Año                  | Coche-Motor               | Pilotos              | Victorias            | Poles                | V.Rápidas            | Puntos               | C.P.                 | C.E.                 |
| -------------------- | ------------------------- | -------------------- | -------------------- | -------------------- | -------------------- | -------------------- | -------------------- | -------------------- |
| 2003                 | Dallara F303-Mercedes HWA | Alexandre Prémat     | 1                    | 2                    | 2                    | 50                   | 7.º                  | 1.º                  |
| 2003                 | Dallara F303-Mercedes HWA | Olivier Pla          | 0                    | 3                    | 0                    | 74                   | 3.º                  | 1.º                  |
| 2003                 | Dallara F303-Mercedes HWA | Bruno Spengler       | 0                    | 0                    | 0                    | 34                   | 10.º                 | 1.º                  |
| 2003                 | Dallara F303-Mercedes HWA | Jamie Green          | 0                    | 0                    | 0                    | 6                    | 20.º                 | 1.º                  |
| 2004                 | Dallara F303-Mercedes HWA | Alexandre Prémat     | 3                    | 4                    |                      | 88                   | 2.º                  | 1.º                  |
| 2004                 | Dallara F303-Mercedes HWA | Jamie Green          | 7                    | 6                    |                      | 139                  | 1.º                  | 1.º                  |
| 2004                 | Dallara F303-Mercedes HWA | Eric Salignon        | 3                    | 2                    |                      | 64                   | 6.º                  | 1.º                  |
| 2005                 | Dallara F305-Mercedes HWA | Lewis Hamilton       | 15                   | 8                    |                      | 172                  | 1.º                  | 1.º                  |
| 2005                 | Dallara F305-Mercedes HWA | Adrian Sutil         | 2                    | 1                    |                      | 94                   | 2.º                  | 1.º                  |
| 2006                 | Dallara F305-Mercedes HWA | Sebastian Vettel     | 4                    | 1                    |                      | 75                   | 2.º                  | 1.º                  |
| 2006                 | Dallara F305-Mercedes HWA | Paul di Resta        | 5                    | 3                    |                      | 86                   | 1.º                  | 1.º                  |
| 2006                 | Dallara F305-Mercedes HWA | Giedo van der Garde  | 1                    | 1                    |                      | 37                   | 6.º                  | 1.º                  |
| 2006                 | Dallara F305-Mercedes HWA | Kamui Kobayashi      | 0                    | 1                    |                      | 34                   | 8.º                  | 1.º                  |
| 2007                 | Dallara F305-Mercedes HWA | Kamui Kobayashi      | 1                    | 1                    |                      | 59                   | 4.º                  | 1.º                  |
| 2007                 | Dallara F305-Mercedes HWA | Romain Grosjean      | 6                    | 4                    |                      | 106                  | 1.º                  | 1.º                  |
| 2007                 | Dallara F305-Mercedes HWA | Nico Hülkenberg      | 4                    | 2                    |                      | 72                   | 3.º                  | 1.º                  |
| 2007                 | Dallara F305-Mercedes HWA | Tom Dillmann         | 0                    | 0                    |                      | 23                   | 9.º                  | 1.º                  |
| 2008                 | Dallara F308-Mercedes HWA | Nico Hülkenberg      | 7                    | 6                    | 7                    | 85                   | 1.º                  | 1.º                  |
| 2008                 | Dallara F308-Mercedes HWA | James Jakes          | 1                    | 1                    | 2                    | 19                   | 13.º                 | 1.º                  |
| 2008                 | Dallara F308-Mercedes HWA | Jules Bianchi        | 2                    | 2                    | 1                    | 47                   | 3.º                  | 1.º                  |
| 2008                 | Dallara F308-Mercedes HWA | Jon Lancaster        | 1                    | 0                    | 2                    | 19                   | 12.º                 | 1.º                  |
| 2009                 | Dallara F308-Mercedes HWA | Jules Bianchi        | 9                    | 6                    | 7                    | 114                  | 1.º                  | 1.º                  |
| 2009                 | Dallara F308-Mercedes HWA | Valtteri Bottas      | 2                    | 0                    | 1                    | 62                   | 3.º                  | 1.º                  |
| 2009                 | Dallara F308-Mercedes HWA | Esteban Gutiérrez    | 0                    | 0                    | 0                    | 26                   | 9.º                  | 1.º                  |
| 2009                 | Dallara F308-Mercedes HWA | Adrien Tambay        | 0                    | 0                    | 0                    | 0                    | 23.º                 | 1.º                  |
| 2010                 | Dallara F308-Mercedes HWA | Valtteri Bottas      | 2                    | 1                    | 4                    | 74                   | 3.º                  | 2.º                  |
| 2010                 | Dallara F308-Mercedes HWA | Alexander Sims       | 1                    | 0                    | 0                    | 63                   | 4.º                  | 2.º                  |
| 2010                 | Dallara F308-Mercedes HWA | Jim Pla              | 1                    | 0                    | 0                    | 13                   | 10.º                 | 2.º                  |